# Ulrich Bächli
Ulrich Bächli   (Zúric, 5 de gener de 1950) és un pilot de bob suís que va competir durant les dècades de 1970 i 1980.
Durant la seva carrera esportiva va participar en dues edicions dels Jocs Olímpics d'Hivern, on va guanyar dues medalles de plata en la prova del bob a quatre del programa de bob, el 1976 i 1980. En ambdues ocasions va formar equip amb Erich Schärer, Rudolf Marti i Joseph Benz. En el seu palmarès també destaquen tres medalles de plata i una de bronze al Campionat del món de bob.